# Георгий (Вяльбе)
Епископ Гео́ргий (эст. piiskop Jüri (Välbe), в миру Георгий Михайлович Вяльбе, эст. Georg Välbe; 18 июля 1881, Лайус-Тяхтвере, Дерптский уезд, Лифляндская губерния — 10 августа 1961, Стокгольм) — епископ Константинопольской православной церкви, епископ Равеннский (1956—1961), викарий Таллинской митрополии.

## Биография
Родился 6 (18) июля 1881 года в Лайус-Тяхквере, Дерптском уезде, в Лифляндской губернии в семье Михкеля (Михаила) и Мины (Мелании) Вяльбе.
Окончил начальную школу в деревне Садала.
С 1893 года учился в Рижском духовном училище, которое окончил в 1898 году по второму разряду. В 1904 году окончил по второму разряду Рижскую духовную семинарию и назначен псаломщиком при Тюремной церкви города Риги. Позднее назначен псаломщиком Георгиевской церкви города Юрьева.
23 апреля 1905 года архиепископом Рижским Агафангелом (Преображенским) был хиротонисан во диакона и временно служил в Пюхтицком монастыре.
8 сентября 1905 года тем же архиереем хиротонисан во пресвитера и служил в Иоанно-Предтеченской церкви в Мынисте-Ритсику.
В 1907 году назначен настоятелем Христорождественской церкви в Хелме-Тырва. В 1912 году назначен настоятелем церкви свт. Василия Великого в Сели-Тыстамаа, где прослужил до 1917 году. С 1920 по 1932 год был священником в волости Сурью. С 1 сентября 1921 по 25 февраля 1922 года был вторым священником в Преображенской церкви и с 1933 по 1939 год благочинным города Пярну. 21 июля 1927 года был возведён в достоинство протоиерея.
С 1937 по 1939 год был членом Синода ЭАПЦ, а в 1944 году эмигрировал в Швецию. 12 марта 1945 года в Стокгольме основал эстонский православный приход. С 1948 по 1961 годы был Председателем Синода ЭАРЦ в изгнании.
В 1953 году, после кончины митрополита Александра (Паулуса), протоиерей Юрий Вяльбе был избран председателем Синода ЭАПЦ.
14 октября 1956 года в Никольский церкви в Стокгольме был хиротонисан в титулярного епископа Равеннского, викария Таллинской митрополии.
Скончался 10 августа 1961 года в Стокгольме. После его кончины эстонские приходы, находящиеся в диаспоре, были переданы под управление греческих епископов Константинопольского патриархата.